# Schotse hooglander (rund)

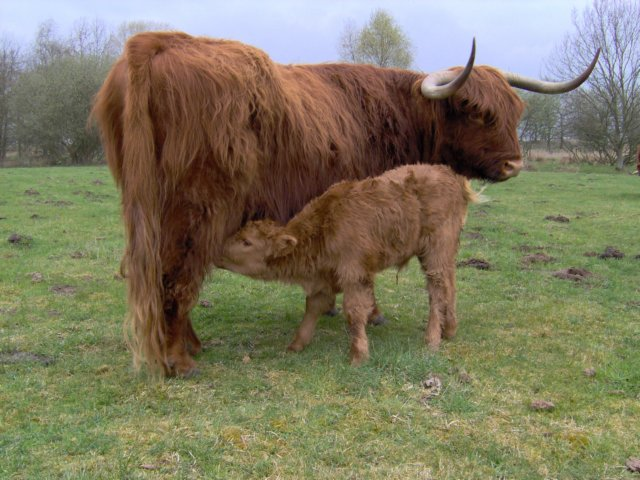
Schotse hooglanderkoe met kalf in de Laurabossen te Weert

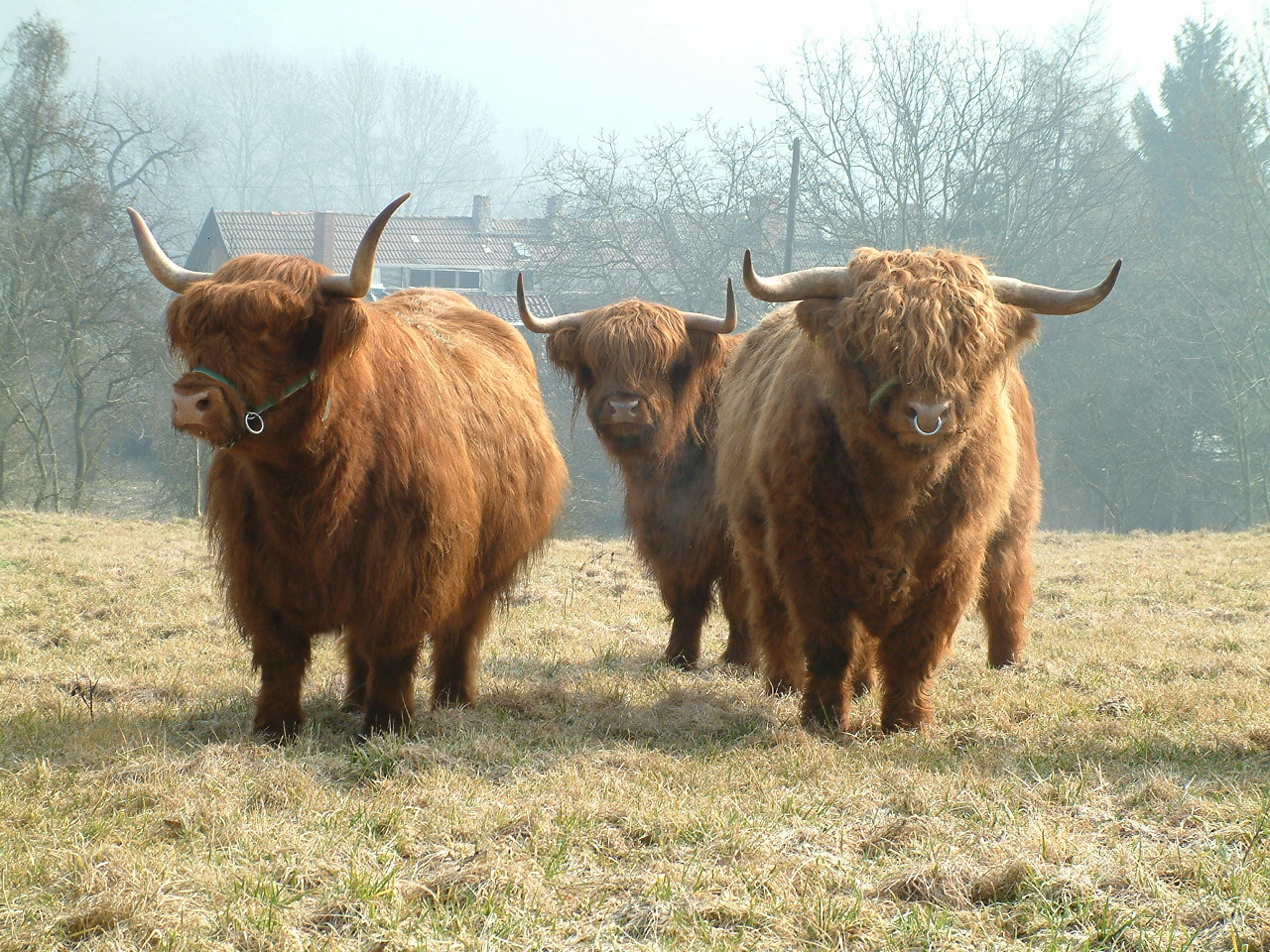
Twee koeien (links) een stier (rechts)

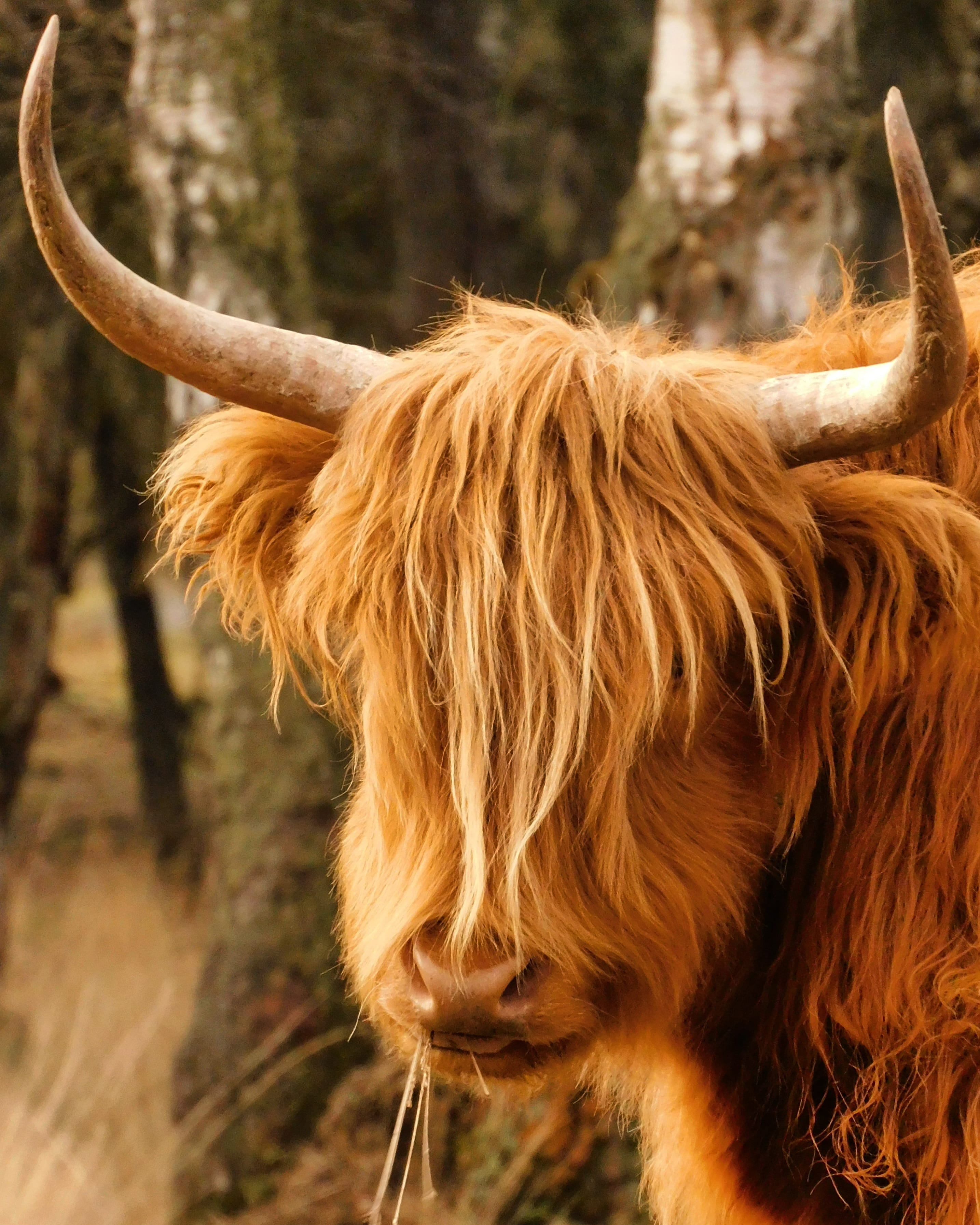
Schotse hooglander op de Veluwezoom

De Schotse hooglander (Schots-Gaelisch: Bò Ghàidhealach; Schots: Heilan coo), ook wel Highland Cow genoemd, is een meestal roodbruin runderras dat oorspronkelijk uit Schotland komt. Ze hebben lang haar en lange hoorns.

## Oorsprong
De Schotse hooglander is het oorspronkelijke rund van de westelijke hooglanden van Schotland en de Hebriden. Er vond geen inkruising plaats met andere runderrassen. In 1885 werd het eerste stamboek opgericht.

## Kenmerken
Tot 1849 waren de meeste Schotse hooglanders zwart van kleur. Het verhaal gaat dat in de jaren 1840 koningin Victoria een bezoek bracht aan de Schotse hooglanden en toen haar voorkeur uitsprak voor de rode dieren. Ze vond deze simpelweg mooier. Ze gaf het bevel om meer rode hooglanders te fokken. Naast zwarte en rode komen er ook blonde varianten voor. Een volwassen stier weegt 800 kilo en een koe 500 kilo. De schofthoogte is respectievelijk 125 en 115 cm. Schotse hooglanders kunnen tot achttien jaar oud worden. In die tijd kan een koe ongeveer vijftien kalveren ter wereld brengen. De draagtijd is ongeveer tien maanden. Koeien hebben wijd uitstaande, naar boven gerichte hoorns, terwijl die van de stieren horizontaal naar voren staan.

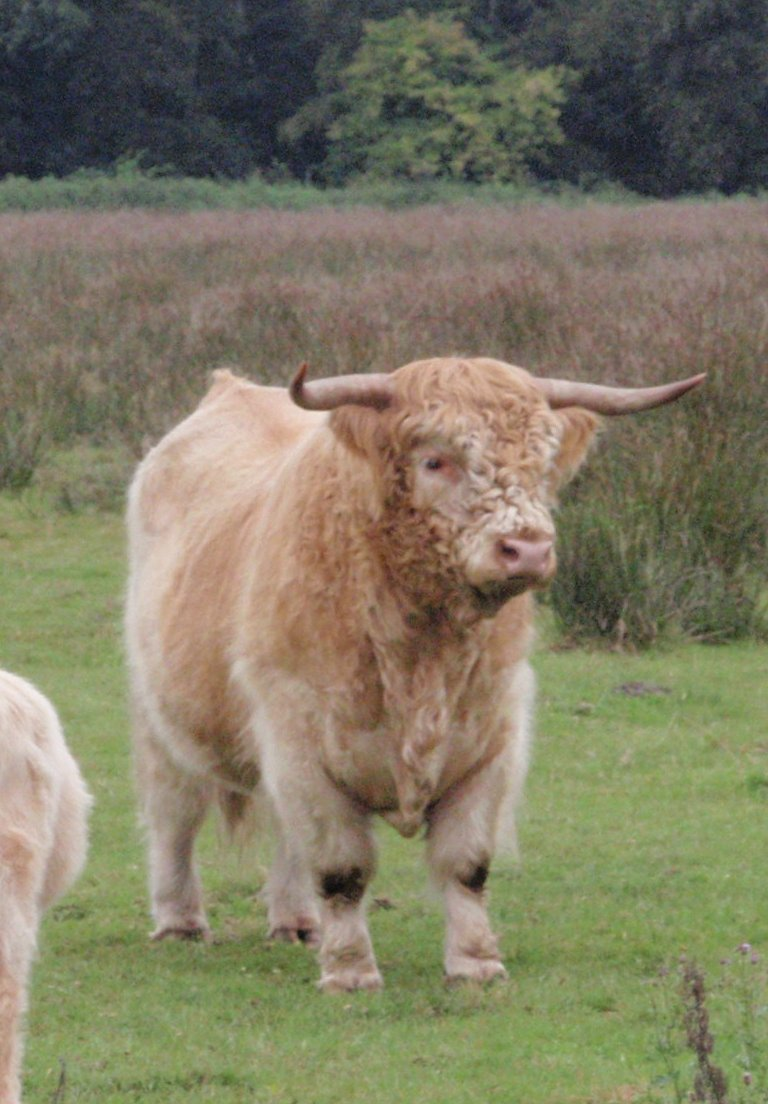
Witte Hooglander
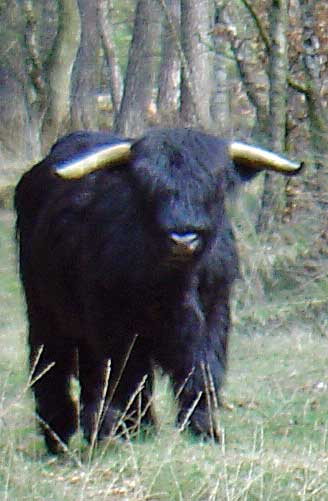
Zwarte Hooglander
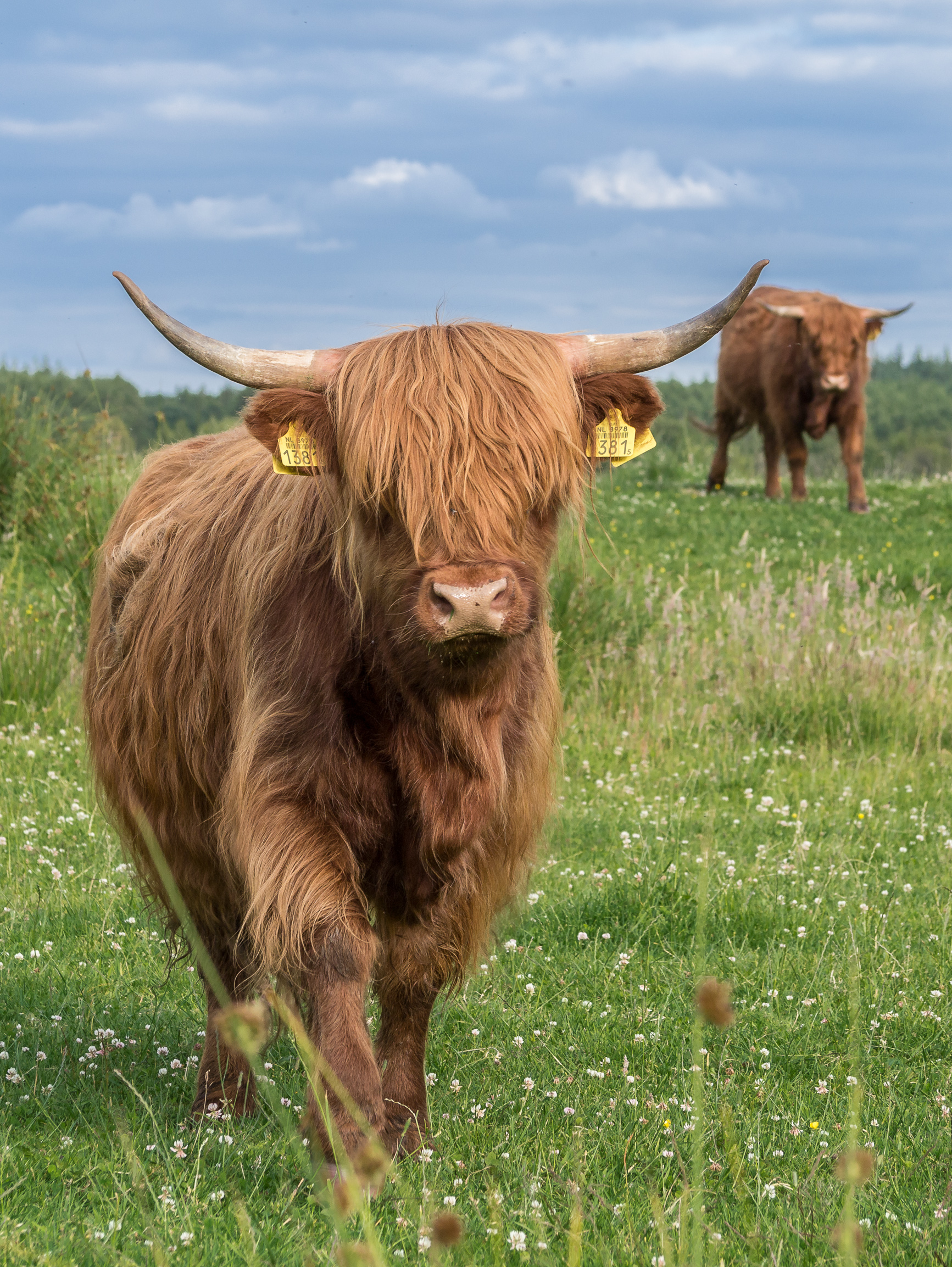
Roodbruine Hooglander
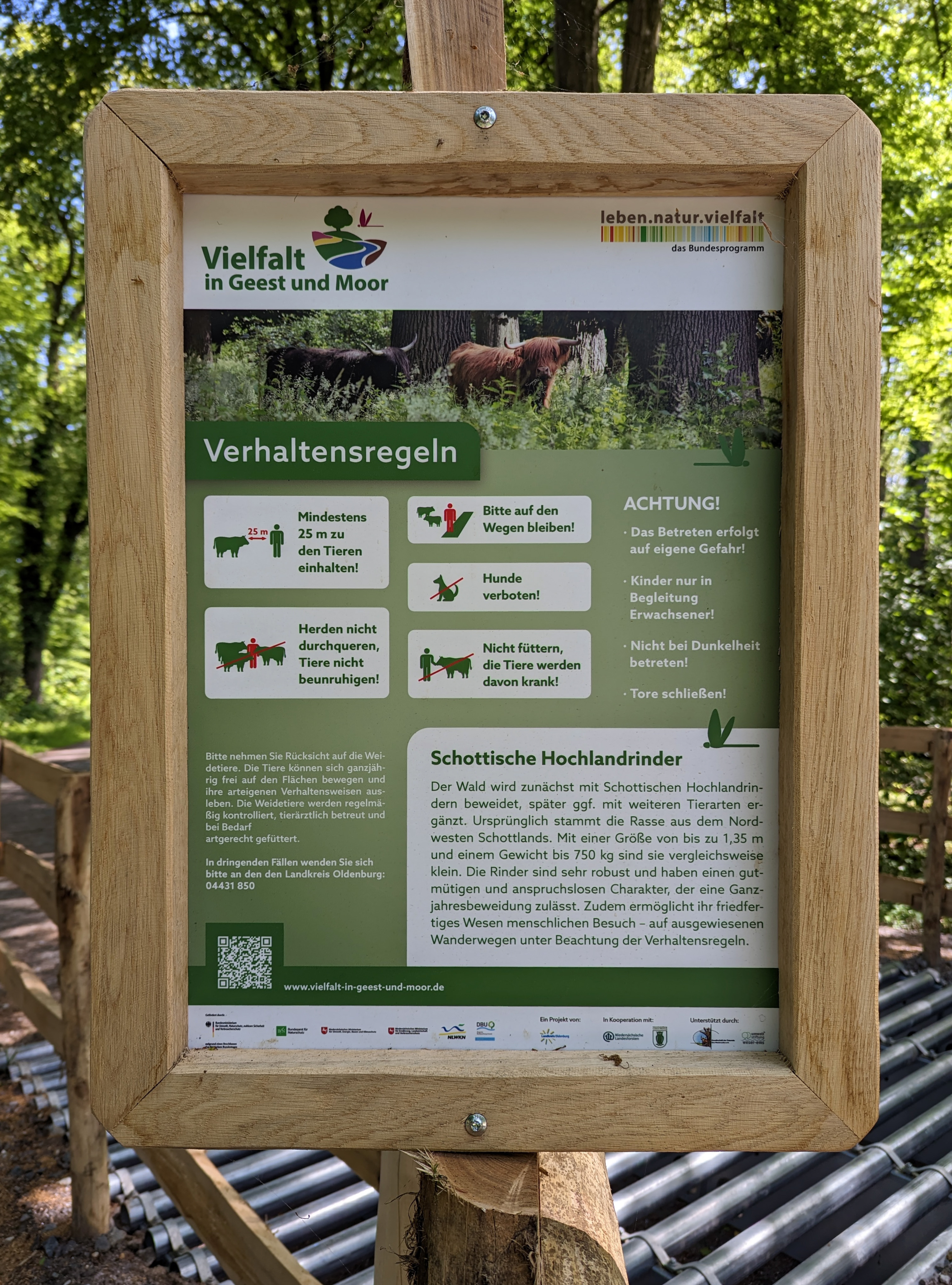
Duitse versie van de gedragsregels in natuurgebied Hasbruch, waar Schotse hooglanders los lopen

## Grazers
Dit runderras is o.a. dankzij hun dikke vacht geschikt om jaarrond als grote grazer te worden ingezet. De dieren zijn in Nederland dan ook veelvuldig te zien in natuur- en recreatiegebieden. Ze hebben weinig zorg nodig en zijn zelden agressief, maar bij een onverwachte confrontatie wordt terughoudend gedrag aanbevolen. Als ruim afstand wordt gehouden zullen de dieren in de regel niet verontrust raken door menselijke aanwezigheid. Hooglanders voeden zich ook met planten die veel andere rundersoorten links laten liggen.